# Чемпионат ЮАР по фигурному катанию
Чемпионат ЮАР по фигурному катанию — ежегодное соревнование по фигурному катанию среди фигуристов ЮАР, организуемое Южноафриканской ассоциацией фигурного катания.
Соревнования проходят среди  юниоров и «взрослых». Медали разыгрываются в категориях мужское и женское одиночное катание, парное фигурное катание и танцы на льду, а также синхронное фигурное катание. Из-за малого количества участников, не каждый год соревнования проходят по всем дисциплинам. Первые чемпионат был проведён в 1947 году.

## Медалисты

### Мужчины
| Медалисты в мужском одиночном катании | Медалисты в мужском одиночном катании | Медалисты в мужском одиночном катании | Медалисты в мужском одиночном катании | Медалисты в мужском одиночном катании |
| ------------------------------------- | ------------------------------------- | ------------------------------------- | ------------------------------------- | ------------------------------------- |
| Год                                   | Место проведения                      | Золото                                | Серебро                               | Бронза                                |
| 1996                                  |                                       | Ферди Скоберла                        | Пол Слабберт                          | Этьен Дрейер                          |
| 1997                                  |                                       |                                       |                                       |                                       |
| 1998                                  | Кейптаун                              | Ферди Скоберла                        | Пол Слабберт                          | Этьен Дрейер                          |
| 1999                                  | Йоханнесбург                          | Ферди Скоберла                        | не было других участников             | не было других участников             |
| 2000                                  | Кейптаун                              | не было участников                    | не было участников                    | не было участников                    |
| 2001                                  | Претория                              | Дино Кватросесере                     | Гарет Эхардт                          | не было других участников             |
| 2002                                  | Кейптаун                              | Дино Кватросесере                     | не было других участников             | не было других участников             |
| 2003                                  | Кейптаун                              | Дино Кватросесере                     | Гарет Эхардт                          | не было других участников             |
| 2004                                  | Кейптаун                              | Джастин Питерсен                      | Гарет Эхардт                          | не было других участников             |
| 2005                                  | Кейптаун                              | Джастин Питерсен                      | Гарет Эхардт                          | не было других участников             |
| 2006                                  |                                       | Мэтью Уилкинсон                       | Гарет Эхардт                          | Джастин Питерсен                      |
| 2007                                  | Кейптаун                              | Джастин Питерсен                      | Гарет Эхардт                          | не было других участников             |
| 2008                                  | Кемптон-Парк                          | Джастин Питерсен                      | не было других участников             | не было других участников             |
| 2009                                  | Кейптаун                              | Джастин Питерсен                      | не было других участников             | не было других участников             |
| 2010                                  | Претория                              | Джастин Питерсен                      | не было других участников             | не было других участников             |
| 2011                                  | Кейптаун                              | Джастин Питерсен                      | не было других участников             | не было других участников             |
| 2012                                  | Кемптон-Парк                          | Пол Ричардо                           | не было других участников             | не было других участников             |
| 2013                                  | Кейптаун                              | Соревнования у мужчин не проводились  | Соревнования у мужчин не проводились  | Соревнования у мужчин не проводились  |
| 2014                                  | Претория                              | Йоханн Вилкинсон                      | не было других участников             | не было других участников             |
| 2015                                  | Кейптаун                              | Йоханн Вилкинсон                      | не было других участников             | не было других участников             |
| 2016                                  | Кейптаун                              | Йоханн Вилкинсон                      | не было других участников             | не было других участников             |
| 2017                                  | Дурбан                                | Мэттью Самуэльс                       | не было других участников             | не было других участников             |
| 2018                                  | Претория                              | Мэттью Самуэльс                       | не было других участников             | не было других участников             |
| 2019                                  | Кейптаун                              | Мэттью Самуэльс                       | не было других участников             | не было других участников             |

### Женщины
| Медалисты в женском одиночном катании | Медалисты в женском одиночном катании | Медалисты в женском одиночном катании | Медалисты в женском одиночном катании | Медалисты в женском одиночном катании |
| ------------------------------------- | ------------------------------------- | ------------------------------------- | ------------------------------------- | ------------------------------------- |
| Год                                   | Место проведения                      | Золото                                | Серебро                               | Бронза                                |
| 1996                                  |                                       | Ширин Хьюман                          | Наташа Билык                          | Шанталь де Брюин                      |
| 1997                                  |                                       | Ширин Хьюман                          |                                       |                                       |
| 1998                                  | Кейптаун                              | Ширин Хьюман                          | Пола Стефенсон                        | Шанталь де Брюин                      |
| 1999                                  | Йоханнесбург                          | Ширин Хьюман                          | Симона Джозеф                         | Пола Стефенсон                        |
| 2000                                  | Кейптаун                              | Ширин Хьюман                          | Симона Джозеф                         | не было других участников             |
| 2001                                  | Претория                              | Ширин Хьюман                          | Куин Уилманс                          | Трейси Дауни                          |
| 2002                                  | Кейптаун                              | Ширин Хьюман                          | Jenna-Anne Buys                       | Куин Уилманс                          |
| 2003                                  | Кейптаун                              | Ширин Хьюман                          | Jenna-Anne Buys                       | Cherie Van Heerden                    |
| 2004                                  | Кейптаун                              | Jenna-Anne Buys                       | Ширин Хьюман                          | Абигаль Питерсен                      |
| 2005                                  | Кейптаун                              | Ширин Хьюман                          | Jenna-Anne Buys                       | Абигаль Питерсен                      |
| 2006                                  |                                       | Jenna-Anne Buys                       | не было других участников             | не было других участников             |
| 2007                                  | Кейптаун                              | Jenna-Anne Buys                       | Абигаль Питерсен                      | не было других участников             |
| 2008                                  | Кемптон-Парк                          | Лееанне Марайс                        | Абигаль Питерсен                      | не было других участников             |
| 2009                                  | Кейптаун                              | Лееанне Марайс                        | Megan Allely                          | Абигаль Питерсен                      |
| 2010                                  | Претория                              | Абигаль Питерсен                      | Лееанне Марайс                        | Ким Фалконер                          |
| 2011                                  | Кейптаун                              | Лееанне Марайс                        | Ким Фалконер                          | не было других участников             |
| 2012                                  | Кемптон-Парк                          | Лееанне Марайс                        | Chloe Depouilly                       | Надя Гелденхуыс                       |
| 2013                                  | Кейптаун                              | Лееанне Марайс                        | Ким Фалконер                          | Надя Гелденхуыс                       |
| 2014                                  | Претория                              | Лееанне Марайс                        | Надя Гелденхуыс                       | Ким Фалконер                          |
| 2015                                  | Кейптаун                              | Микаэла Дю Туа                        | Ким Фалконер                          | не было других участников             |
| 2016                                  | Кейптаун                              | Надя Гелденхуыс                       | не было других участников             | не было других участников             |
| 2017                                  | Дурбан                                | Микаэла Дю Туа                        | Кэтрин Уинстенли                      | не было других участников             |
| 2018                                  | Претория                              | Кэтрин Уинстенли                      | не было других участников             | не было других участников             |
| 2019                                  | Кейптаун                              | Кэтрин Уинстенли                      | не было других участников             | не было других участников             |

### Пары
| Медалисты в парном катании | Медалисты в парном катании            | Медалисты в парном катании            | Медалисты в парном катании            | Медалисты в парном катании            |
| -------------------------- | ------------------------------------- | ------------------------------------- | ------------------------------------- | ------------------------------------- |
| Год                        | Место проведения                      | Золото                                | Серебро                               | Бронза                                |
| 1996—2018                  | Соревнования среди пар не проводились | Соревнования среди пар не проводились | Соревнования среди пар не проводились | Соревнования среди пар не проводились |
| 2019                       | Кейптаун                              | Элоиза Папка / Йоханн Вилкинсон       | не было других участников             | не было других участников             |

### Синхронное катание
| Медалисты в синхронном катании | Медалисты в синхронном катании | Медалисты в синхронном катании                   | Медалисты в синхронном катании                   | Медалисты в синхронном катании                   |
| ------------------------------ | ------------------------------ | ------------------------------------------------ | ------------------------------------------------ | ------------------------------------------------ |
| Год                            | Место проведения               | Золото                                           | Серебро                                          | Бронза                                           |
| 2001                           |                                | Sun Things                                       | Leading Edges                                    | не было других участников                        |
| 2003                           |                                | Sun Things                                       | не было других участников                        | не было других участников                        |
| 2004                           |                                | Sun Things                                       | не было других участников                        | не было других участников                        |
| 2005                           |                                | Sun Things                                       | не было других участников                        | не было других участников                        |
| 2006                           |                                | Sun Things                                       | не было других участников                        | не было других участников                        |
| 2007                           | Кейптаун                       | соревнования в синхронном катании не проводились | соревнования в синхронном катании не проводились | соревнования в синхронном катании не проводились |
| 2008                           | Кемптон-Парк                   | соревнования в синхронном катании не проводились | соревнования в синхронном катании не проводились | соревнования в синхронном катании не проводились |
| 2009                           | Кейптаун                       | Sun Things                                       | не было других участников                        | не было других участников                        |
| 2010                           | Претория                       | соревнования в синхронном катании не проводились | соревнования в синхронном катании не проводились | соревнования в синхронном катании не проводились |
| 2011                           | Кейптаун                       | соревнования в синхронном катании не проводились | соревнования в синхронном катании не проводились | соревнования в синхронном катании не проводились |
| 2012                           | Кемптон-Парк                   | Sun Things                                       | не было других участников                        | не было других участников                        |